# Церковь Рождества Христова (Большинка)

## История
Церковь Рождества Христова —  православный храм в слободе Большинка Тарасовского района Ростовской области Российской Федерации. Шахтинская и Миллеровская епархия, Тарасовское благочиние Московского Патриархата Русской Православной Церкви.
Адрес храма: Россия, Ростовская область, Тарасовский район, слобода Большинка.
В 1789 году в слободе Большинской была построена деревянная церковь во имя Рождества Божьей Матери. При церкви была деревянная колокольня. К середине XIX века она обветшала, и в слободе потребовалось строительство нового храма. На средства вдовы полковника Евдокии Акимовны и подполковника Николая Степанова Ефремовых в 1857 году в было построено новое здание церкви. Всё имущество старой церкви прихожане перенесли в новую. 14 марта 1862 года, по указу Донской консистории, по прошению прихожан и войскового старшины Александра Ефремова, старая церковь была обновлена открыта для проведения богослужений в одном двух причтов. 1 ноября 1884 года старая деревянная церковь сгорела.
Построенная в 1857 году кирпичная церковь была покрыта листовым железом, имела колокольню. Вокруг церкви была кирпичная ограда. Престол в церкви был во имя Рождества Христова.
В начале тридцатых годов храм был закрыт, с него были сняты купола, крест, колокола. Осталась небольшая караулка, которая в 1950-е годы также была закрыта.
В годы Великой Отечественной войны, 12 июля 1942 года, Большинка подверглась бомбардировкам, в храм попали осколки от снарядов. Выбоины, видные сегодня на стенах храма, являются следами от осколков времён войны.
После войны в храме был устроен склад для хранения зерна, муки и другой сельскохозяйственной продукции. Позже в храме хранили ядохимикаты и удобрения.
С благословления митрополита Ростовского и Новочеркасского Меркурия в начале XXI века было принято решение о восстановлении храма. Для начала была проведена дезактивация грунта, храм был очищен от мусора и отмыт. В начале 2014 года в храме началась реставрация.
В слободе же к 2006 году был построен и освящён новый Христорождественской храм. Вскоре новая церковь стала называться церковью Рождества Пресвятой Богородицы, поскольку была освящена 21 сентября 2006 года в день Рождества Пресвятой Богородицы.

## Священнослужители
- Никольский Иван (1853);
- Дионисьев Василий Иванович (1855—1861);
- Попов Андрей Федорович (с 1861 года);
- Кашменский Василий Дмитриевич (с 1893 года);
- Дьяконов Иван Николаевич (с 1907 года);
- Попов Стратоник Алексеевич (с 1911 года)[1].